# Список православних митрополитів чеських земель та Словаччини
Архієпископ празький (або пряшівський), митрополит Православної церкви чеських земель та Словаччини - офіційний титул предстоятеля Православної церкви в чеських землях і в Словаччині, однієї з наймолодших православних автокефальних Церков. 

## Історія
Історія православ'я у Моравії та чеських землях сходить до 9 століття, хоча автокефалія була надана у 20 столітті, і то лише Російською православною церквою. Урочистості з нагоди надання благословення на автокефалію "Православної церкви в Чехословаччині" відбулися 8-9 грудня 1951 року у Празі. У диптиху Церков "Православна церква в Чехословаччині" стоїть на чотирнадцятому місці перед Православною церквою України та після Польської православної церкви. З 11 січня 2014 року її предстоятелем є Блаженніший митрополит Ростислав (Ґонт).

## Особливості
Згідно рішенням Помісного собору, що проходив 11-12 грудня 1992 року в Пряшеві, юрисдикція "Православної церкви Чехії та Словаччини" поширюється на дві незалежні держави: Чехію і Словаччину, а її предстоятелем може бути вибраний як Архієпископ празький (головна кафедра Чехії), так і Архієпископ пряшівський (головна кафедра Словаччини). У зв'язку з цим повний титул предстоятеля Православної Церкви Чеських земель і Словаччини звучить як Архієпископ празький, митрополит чеських земель та Словаччини або Архієпископ пряшівський, митрополит чеських земель та Словаччини, у залежності від того, хто був обраний предстоятелем: Архієпископ празький чи Архієпископ пряшівський.

## Список митрополитів
1. Ґоразд II (Матєй Павлік) (25 вересня 1921 — 4 вересня 1942)
2. Сергій (лютий 1931 — 2 квітень 1946)
3. Єлевферій (Веніамін Воронцов) (8 грудня 1951 — 28 листопада 1955)
4. Іоан (Михайло Кухтін) (17 травня 1956 — 23 жовтня 1964)
5. Дорофей (Дмитро Филип) (25 жовтня 1964 — 30 грудня 1999)
6. Миколай (Мікулаш Коцвар) (4 червня 2000 — 30 січня 2006)
7. Христофор (Радім Пулец) (28 травня 2006 — 12 квітня 2013) – ганебна відставка
8. Ростислав (Ондрей Ґонт) (11 січня 2014 — )